# Casio Edifice

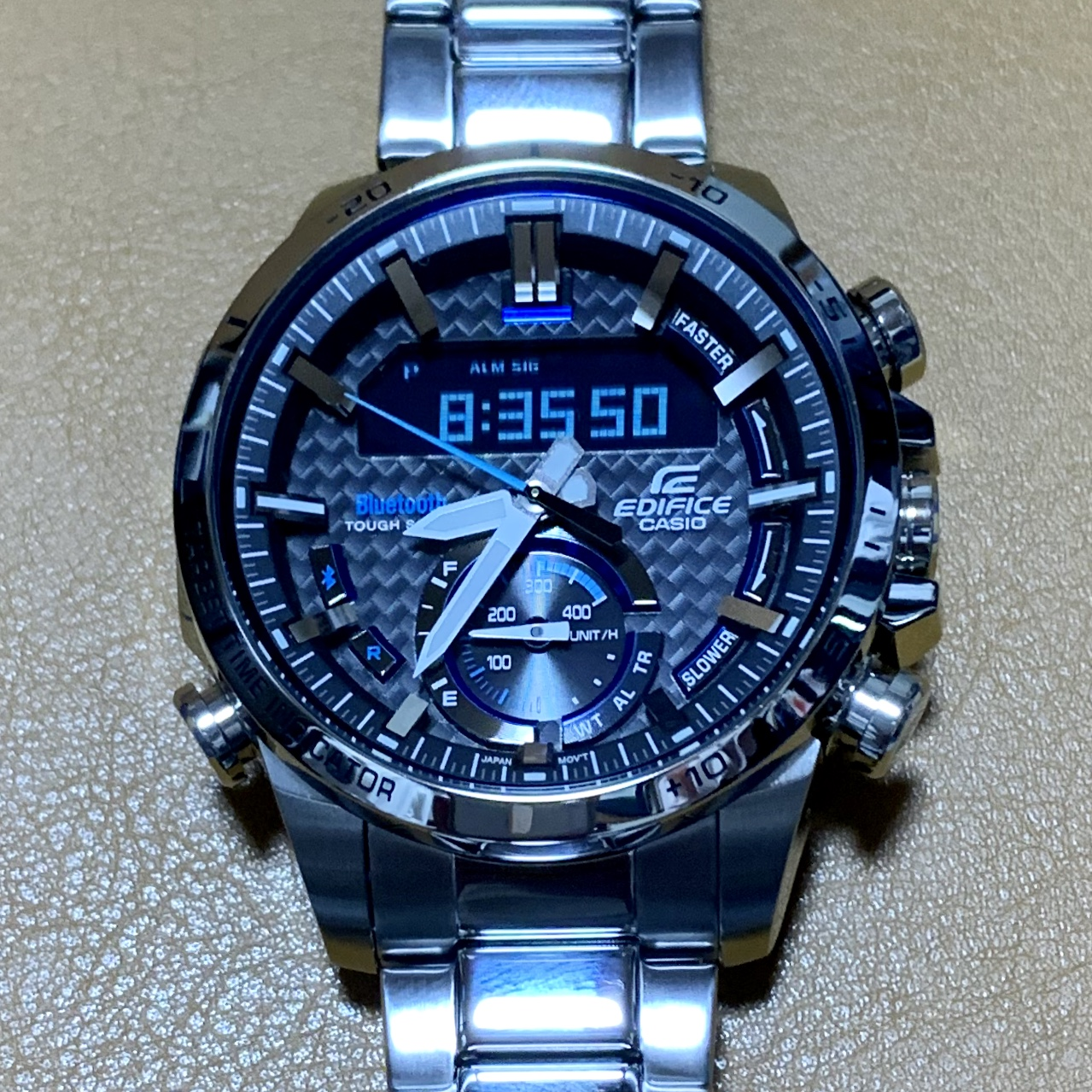
EDIFICE ECB-800D-1A

Edifice è un marchio di orologi prodotti dalla società giapponese Casio. Gli orologi Edifice sono pensati per quegli acquirenti impegnati in carriere professionali. Sono provvisti di funzionalità aggiuntive rispetto ad altre linee di orologi Casio; per esempio, sono dotati più quadranti, dell'orologio mondiale e più sveglie.

## Tecnologia
Gli orologi della serie Edifice spaziano dal semplice cronografo a modelli con movimenti più sofisticati. Molti orologi Edifice utilizzano Tough Solar, il nome usato da Casio per le batterie a energia solare. I modelli "Waveceptor" sono capaci di sincronizzarsi automaticamente con orologi atomici tramite onde radio. Alcuni modelli sono dotati di connettività Bluetooth che consente loro di essere monitorati tramite uno smartphone e di scaricare e condividere i dati del cronografo.
Il quadrante degli orologi della gamma Edifice può essere sia puramente analogico che una combinazione tra analogico e digitale (chiamato anche Ana-Digi).

## Sponsorizzazioni

### Sport motoristici
Edifice è sponsor ufficiale della Scuderia Toro Rosso dal 2016, ed è rimasta con la squadra quando essa è stata ribattezzata Scuderia AlphaTauri nel 2020. Il logo Edifice è presente sulla parte anteriore dell'auto di Formula 1 2021 del team, l'AT02.
Edifice sponsorizza anche la divisione sport motoristici di Honda Honda Racing, la Nissan Nismo, il Racing Team di TOM e la giapponese Inter Proto Series.
Alcuni orologi in edizione speciale sono stati rilasciati per la partnership con STR, SAT e Honda Racing.